# 올림픽 모리셔스 선수단
올림픽 모리셔스 선수단은 모리셔스 대표로 올림픽에 참가하는 선수단이다. 모리셔스는 1984년 올림픽에 처음 참가한 이후 매년 하계 올림픽에 선수단을 파견해 왔다. 모리셔스는 동계 올림픽에 참가한 적이 없다. 모리셔스는 또한 1980년 모스크바 하계 올림픽에 대한 미국 주도의 보이콧을 지지했다.
2008년 베이징 올림픽에서 브루노 줄리(Bruno Julie)는 밴텀급 복싱 준결승에 진출하고 동메달을 획득하여 모리셔스 최초의 올림픽 메달을 획득했다.
모리셔스 국가 올림픽 위원회는 1971년 램 루히(Ram Ruhee)에 의해 설립되었으며, 그는 2008년 사망할 때까지 사무총장으로 재직했다. 1972년 국제 올림픽 위원회에 의해 공식적으로 승인되었다.

## 종목별 메달 집계
| 경기 | 금 | 은 | 동 | 합계 | 순위 |
| ---- | -- | -- | -- | ---- | ---- |
| 복싱 | 0  | 0  | 1  | 1    | 67   |
| 합계 | 0  | 0  | 1  | 1    | 151  |

## 메달리스트 목록
| 메달   | 선수        | 대회          | 종목 | 세부종목 |
| ------ | ----------- | ------------- | ---- | -------- |
| 동메달 | 브루노 줄리 | 2008년 베이징 | 복싱 | 밴텀급   |

## 같이 보기
- 분류:모리셔스의 올림픽 참가 선수